# Josef Brinkmann
Josef „Jupp“ Brinkmann (* 29. März 1904; † 21. Juli 1974 auf Wangerooge) war ein deutscher Schmied, Amateurornithologe und Vogelfotograf.

## Leben
Hauptberuflich arbeitete Brinkmann als Grobschmied im Dortmunder Werk des Schweizer Elektrotechnikkonzerns Brown, Boveri & Cie.; er ging 1969 in Rente.
Seit mindestens 1941 ornithologisch engagiert, war er um 1953 Mitarbeiter der Vogelwarte an der Lippe bei Datteln. Am 5. Mai 1950 wählte ihn der Dortmunder Stadtverband des Bundes für Vogelschutz (BfV; ab 1966 Deutscher Bund für Vogelschutz, DBV) zu seinem stellvertretenden Vorsitzenden und ab dem 12. Dezember 1962 amtierte er als dessen erster Vorsitzender. Brinkmann war Mitglied der zwischen 1957 und 1969 bestehenden „Arbeitsgemeinschaft zur Erstellung einer Avifauna von Westfalen“ und lieferte auch Beiträge für das von der „Ornithologischen Arbeitsgemeinschaft Emscher-Lippe-Ruhr“ publizierte Werk Avifauna des östlichen Industriegebietes.
Er beobachtete, zählte und beringte Vögel vor allem in der Region Westfalen – beispielsweise im Ruhrtal, am Stausee Hengsen, im Elsebachtal bei Villigst, auf den Ardeyhöhen, am Hevesee der Möhnetalsperre, in Datteln und im Hönnetal. Von Zeitgenossen wurde er als „herzensguter, handfester und humorvoller Mentor“ beschrieben. Ab 1970 war er jeweils in den Sommermonaten auch als Vogelwart auf der ostfriesischen Insel Wangerooge tätig. Dort starb er 1974 im Alter von 69 Jahren unerwartet während Beringungsarbeiten.

## Publikationen (Auswahl)
- Beitrag zum Rallendurchzug im Dortmunder Raum. In: Dortmunder Beiträge zur Landeskunde. Band 3, Juni 1969, S. 71.
- Zur Nahrung des Dunklen Wasserläufers, Tringa erythropus (Pall., 1764). In: Dortmunder Beiträge zur Landeskunde. Band 4, Juli 1970, S. 55.
- mit Herbert Ringleben: Provencegrasmücke (Sylvia undata) auf Wangerooge. In: Vogelkundliche Berichte aus Niedersachsen. Band 7, 1975, S. 94–95.